# 음치클리닉
음치클리닉은 2012년 11월 29일 개봉한 대한민국의 멜로, 애정, 코미디 영화이다. KOBIS 기준 누적관객수 338,168명을 기록했으며 최대 점유 스크린 수는 360개이다.

## 줄거리
모태 음치 나동주(박하선 분)은 고교시절 수업 중 벌칙으로 노래를 부르다 급우들로부터 놀림을 받는데, 민수(최진혁 분)만 이런 상황을 참지 못하고 선생님께 반기를 든다. 자기 편이 되어준 민수를 짝사랑하게 된 동주는 유년 시절 배운 피아노 실력으로 민수가 활동하고 있는 합창반에 들어가게 되지만, 민수는 반주자 자리를 동주에게 물려주고 일본으로 유학을 가버린다. 
시간이 흘러 아역 성우로 일하던 동주는 더빙 도중 노래를 못부른다며 감독으로부터 핀잔을 받자 홧김에 그만 둔다. 돈 벌이가 막막해지자 아르바이트로 어머니가 운영하는 빈대떡 집 전단지를 붙이다가 우연히 가요 학원 전단지를 붙이고 있던 신홍(윤상현 분)을 만나게 된다.
이후 10년 만에 귀국한 민수를 위해 마련한 합창반 동창회 자리에서 홧김에 동석한 친구의 결혼식 축가를 부르겠다고 약속해 버린다. 얼마 남지 않은 결혼식을 걱정하던 동주는 신흥이 붙이던 가요 학원 전단지를 보고 <Dr. 목 음치클리닉>에 등록을 하게 된다.

## 캐스팅
- 박하선 - 동주 역
- 윤상현 - 신홍 역
- 임정은 - 보라 역
- 최진혁 - 민수 역
- 박철민 - 목원장 역
- 장광 - 공사장 역
- 김선영 - 이형자 역
- 권은수 - 여중생 진 역
- 정유민 - 여중생 선 역
- 김해숙 - 동주 엄마 역
- 송새벽 - 형자 남편 역
- 백두산 - 백두산밴드 역
- 백청강 - Dr. 클리닉 졸업 회원 역
- 박미선 - 여의사 역
- 안내상 - 포장마차 손님 역
- 김학래 - 택시기사 역
- 문 메이슨 - 우는 아이 역
- 강지원 - 춤추는 아이 역
- 김준호 - 지하철 승객 역
- 김병옥 - 애니메이션 감독 역
- 김동현 - 믹싱기사 역
- 허정도 - 동창 2 역
- 허재호 - 동창 4 역
- 오희준 - 선배 1 역
- 김범진 - 선배 2 역
- 정민성 - 형사 역
- 문태수 - 성우 역
- 박노식 - 중국집배달원 역
- 한여울 - 신부 역
- 이찬호 - 명석 역